# 仁里村 (绩溪县)
仁里村是中国安徽省绩溪县瀛洲镇下辖的一个行政村。位于绩溪县城与龙川村中间，离县城3公里，离龙川5公里，登源河西侧。
仁里由南朝梁工部尚书耿源进创建于大同五年（539年）。唐光化元年（898年），来自歙县篁墩的程药公率领程姓迁居这里，逐渐成为这里的第一大姓。历史上仁里曾是徽商会集的水陆码头，千灶万丁，三街四门十八巷，有“小小绩溪县，大大仁里村”之说。2013年8月，仁里村被评为第二批中国传统村落。村里完好保留明清时期的风貌，以及大量的元、明、清代的建筑。
仁里村拥有1处安徽省文物保护单位：仁里敬爱堂（8-115，又名仁里下祠堂），以及2处绩溪县文物保护单位：世肖坊和王子野故居。
与仁里村毗邻的大庙汪村，是唐代越国公汪华故里。忠烈庙（汪公大庙）原为绩溪县规模最大的庙宇，前后五进，1977年坍塌。